# Kanzel St. Maria (Beuerberg)

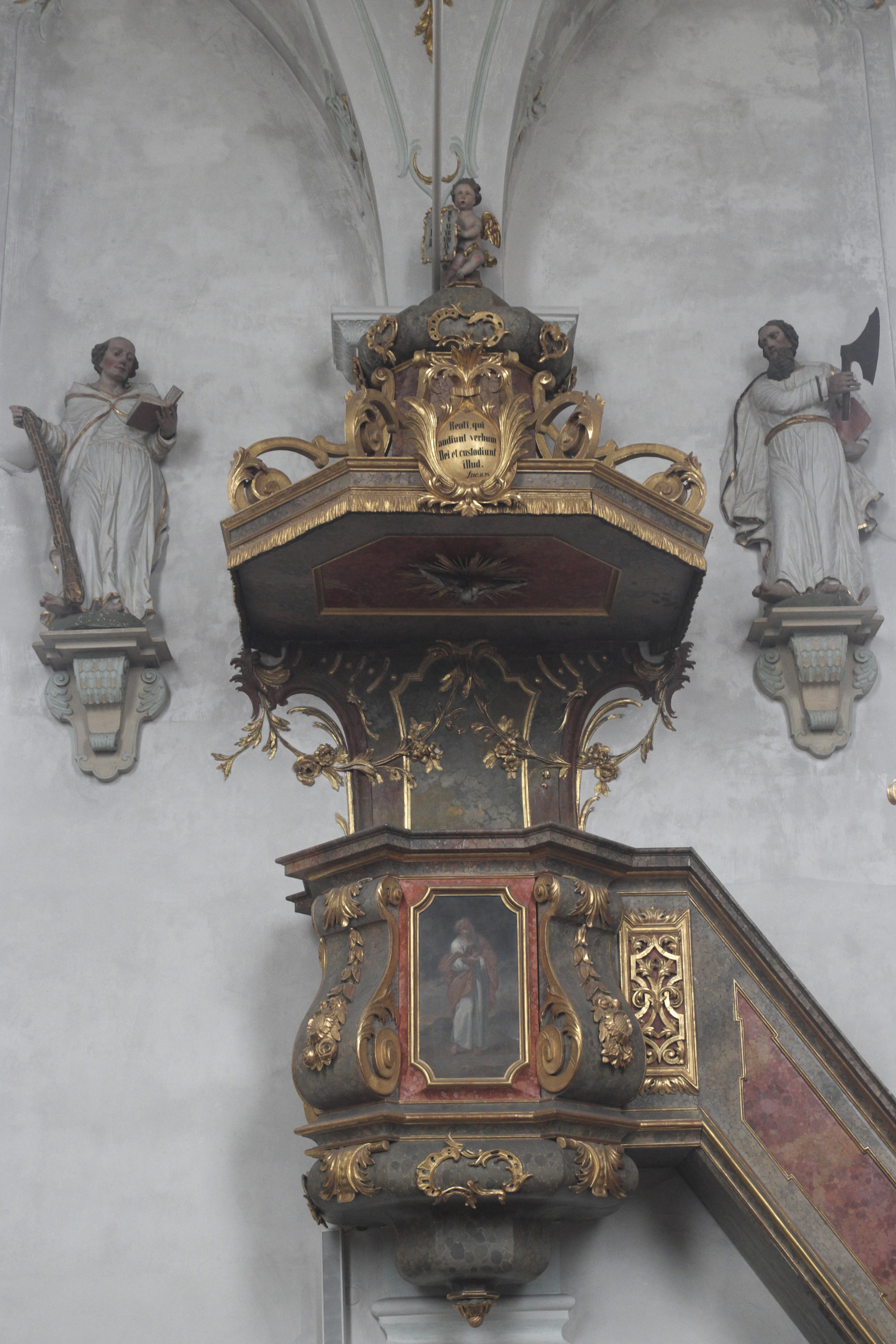
Kanzel der Kirche St. Maria in Beuerberg

Die Kanzel in der katholischen Friedhofskirche und ehemaligen Pfarrkirche St. Maria in Beuerberg, einem Gemeindeteil von Eurasburg im oberbayerischen Landkreis Bad Tölz-Wolfratshausen, wurde in der ersten Hälfte des 18. Jahrhunderts geschaffen. Die Kanzel ist ein Teil der als Baudenkmal geschützten Kirchenausstattung.
Die hölzerne Kanzel im Stil des Rokoko besitzt eine Rückwand aus dem Jahr 1778. Auf dem Kanzelkorb ist zwischen Voluten ein Gemälde eines Heiligen zu sehen. 
Der sechseckige Schalldeckel mit Gesims wird von einem Engelsputto, der die Gesetzestafeln in den Händen hält, bekrönt. Darunter ist eine Tafel mit folgender Inschrift angebracht: „Beati, qui audiunt verbum Dei et custodiunt illud.“ (Lukas 11, 18: Selig sind, die das Wort Gottes hören und bewahren.) 
An der Unterseite des Schalldeckels ist die Heiliggeisttaube zu sehen.